# 앙페르 회로 법칙
앙페르 회로 법칙(Ampère回路法則, Ampère's circuital law)은 자기장에 대한 물리 법칙이며, 맥스웰 방정식 가운데 하나다. 프랑스의 물리학자 앙드레마리 앙페르가 불완전한 형태로 발견하였으며, 제임스 클러크 맥스웰이 이를 오늘날의 형태로 수정하였다.

## 정의
앙페르 회로 법칙은 전류밀도 J와 그것이 만들어내는 자계강도 H에 관련된다.
{\displaystyle \oint _{C}\mathbf {H} \cdot d\mathbf {l} =\int _{S}\mathbf {J} \cdot d\mathbf {a} }
각 기호의 의미는 다음과 같다
{\displaystyle \mathbf {H} } 자계강도( 암페어/미터 )
{\displaystyle d\mathbf {l} } 곡선 C의 미소미분요소
{\displaystyle \mathbf {J} } 곡선 C가 만드는 표면 S를 통과하는 전류밀도 ( 암페어 매 제곱미터)
{\displaystyle \mu _{0}=4\pi \times 10^{-7}} 자유공간에서의 투자율 (헨리 매 미터)
{\displaystyle \oint _{C}} 폐곡선 {\displaystyle C} 위에서의 적분
마찬가지로, 이 방정식의 미분형은 다음과 같다.
{\displaystyle \nabla \times \mathbf {H} =\mathbf {J} }
자계강도 H는 자속밀도 B(단위: 테슬라)와 다음과 같은 관계가 있다.(진공인 경우)
{\displaystyle \mathbf {B} \ =\ \mu _{0}\mathbf {H} }

## 직선 전류에 의한 자기장
(1) 도선 외부의 자기장의 경우 (r>R)
도선 외부의 경우 자기장의 세기는 그림1과 같이 원1을 폐경로로 하여 적분을 한다.
대칭성으로부터 B는 원 위의 모든 점에서 크기가 일정하고 ds에 평행하다.

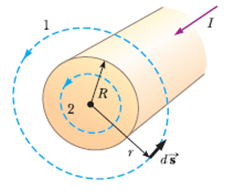
그림 1.
직선도선 외부와 내부에 그려진 원형 경로

폐 경로에 의해 둘러싸인 임의의 면을 통과하는 전체 정상 전류는 {\displaystyle I}이므로 앙페르 법칙에 의해
{\displaystyle \oint B\centerdot ds=B\oint ds=B(2\pi r)=\mu I}
{\displaystyle \therefore B={\frac {\mu I}{2\pi r}}}
(2) 도선 내부의 자기장의 경우 (r<R)
도선 내부의 경우 자기장의 세기는 그림1과 같이 원2를 폐경로로 하여 적분을 한다.
대칭성으로부터 B는 원 위의 모든 점에서 크기가 일정하고 ds에 평행하다.
폐 경로에 의해 둘러싸인 임의의 면을 통과하는 전체 정상 전류 {\displaystyle {\grave {I}}}는 전체 전류 {\displaystyle I}보다 작다.
전체 전류에 대한 {\displaystyle {\grave {I}}}의 비율을 구하면 {\displaystyle {\frac {\grave {I}}{I}}={\frac {\pi r^{2}}{\pi R^{2}}}}
{\displaystyle \oint B\centerdot ds=B\oint ds=B(2\pi r)=\mu {\grave {I}}=\mu {\frac {r^{2}}{R^{2}}}I}
{\displaystyle \therefore B=({\frac {\mu I}{2\pi R^{2}}})r}

## 수정된 앙페르의 회로법칙: 앙페르-맥스웰 방정식
축전기에 앙페르 법칙을 적용할 때의 모순을 발견한 제임스 클러크 맥스웰은 이 법칙이 불완전하다고 결론내린다.
이 문제를 해결하기 위해 그는 변위전류의 개념을 고안하였으며 이를 통해 맥스웰 방정식에 편입된 일반화된 앙페르의 회로법칙을 만들었다.
맥스웰에 의해 교정된 앙페르의 회로법칙의 적분형은 다음과 같다.
{\displaystyle \oint _{C}\mathbf {H} \cdot d\mathbf {l} =\int _{S}\mathbf {J} \cdot d\mathbf {A} +{d \over dt}\int _{S}\mathbf {D} \cdot d\mathbf {A} }
변위전류밀도 D는 다음과 같다. (단위: 쿨롱/미터2)(진공인 경우)
{\displaystyle \mathbf {D} \ =\ \varepsilon _{0}\mathbf {E} }

이 앙페르-맥스웰 법칙은 다음과 같은 미분형으로도 표현된다.
{\displaystyle \nabla \times \mathbf {H} =\mathbf {J} +{\frac {\partial \mathbf {D} }{\partial t}}}
두 번째 항이 변위전류에서 나온 것을 알 수 있다.
변위전류의 개념을 통해 맥스웰은 빛이 전자기파의 일종임을 (정확히)가정할 수 있었다.

## 같이 보기
- 비오-사바르 법칙
- 패러데이의 유도 법칙
- 전류
- 벡터 미적분학
- 스토크스의 정리
- 앙드레마리 앙페르